# Corpi nella nebbia
Corpi nella nebbia  è un romanzo di Ian Rankin del 2012, pubblicato nel 2013 in italiano dalla casa editrice Longanesi.
È il diciottesimo romanzo della serie dedicata al commissario John Rebus.

## Trama
John Rebus è in pensione ma non riesce ad allontanarsi dal suo lavoro. Per questo collabora con il Serious Crime Review Unit, l'unità di riesame dei casi gravi, composta da poliziotti in pensione che si dedicano al riesame di casi irrisolti.
A questa sezione speciale si rivolge una madre la cui figlia, scomparsa da anni, non è mai stata trovata. La madre è convinta che la scomparsa di sua figlia sia legata a quella di altre 2 ragazze, avvenute lungo la stessa autostrada.
John Rebus inizia a studiare i 3 casi scoprendo così che sono scomparse altre donne sulla stessa via. L'immagine inviata dai telefonini delle vittime più recenti porta alla scoperta del cimitero delle vittime. L'indagine è difficile, con scarsi indizi ed ostacolata dai superiori. Rebus capisce chi è il colpevole e, per incastrarlo, userà i suoi metodi non convenzionali e le sue conoscenze con la malavita.